# Борго ала Колина (Арецо)
Борго ала Колина је насеље у Италији у округу Арецо, региону Тоскана.
Према процени из 2011. у насељу је живело 277 становника. Насеље се налази на надморској висини од 420 м.